# The Invasion of Time
The Invasion of Time (La invasión del tiempo) es el sexto y último serial de la 15.ª temporada de la serie británica de ciencia ficción Doctor Who, emitido originalmente en seis episodios semanales del 4 de febrero al 11 de marzo de 1978. Marca la última aparición de Louise Jameson como la acompañante Leela, así como el modelo 1 de K-9 interpretado por John Leeson, que en la siguiente temporada interpretaría al modelo 2.

## Argumento
El Cuarto Doctor regresa a Gallifrey llevando con él a Leela y K-9. Se comporta muy extrañamente y cuando la guardia del canciller y su comandante Andred llegan para interrogarle, el Doctor exige que lleven ante el canciller Borusa, que ahora está a cargo de los Señores del Tiempo. El Doctor reclama la presidencia vacante de Gallifrey tras haber sido previamente candidato y tras la muerte del canciller Goth (The Deadly Assassin), y por ley no pueden rechazarle esta petición. Entonces el Doctor escoge una cámara presidencial y tras una ceremonia es jurado como presidente de Gallifrey. Más tarde recuerda que la presencia de humanos en Gallifrey está prohibida, y ordena la expulsión de Leela de la ciudadela para que se quede en los páramos exteriores, y a pesar de la resistencia de esta, el Doctor se mantiene firme en su decisión. Después, en la TARDIS le comunica a K-9 un plan secreto. Al parecer está apoyando una invasión de Gallifrey de una raza alienígena conocida como los Vardans, con los que hizo un diabólico trato en el pasado...

### Continuidad
En una de las poquísimas veces en las que el Doctor mata directamente a alguien, usa una pistola desintegradora para destruir a los guerreros Sontarans. Esto es muy poco habitual teniendo en cuenta que el Cuarto Doctor tiene una aversión particular y confirmada a las armas de fuego. Stor aparece brevemente como uno de los enemigos del Cuarto Doctor antes de su regeneración en Logopolis.

## Producción
| Episodio          | Fecha de emisión      | Duración | Espectadores en millones | Estado en el archivo  |
| ----------------- | --------------------- | -------- | ------------------------ | --------------------- |
| Episodio 1        | 4 de febrero de 1978  | 25:00    | 11,2                     | Cinta original en PAL |
| Episodio 2        | 11 de febrero de 1978 | 25:00    | 11,4                     | Cinta original en PAL |
| Episodio 3        | 18 de febrero de 1978 | 25:00    | 9,5                      | Cinta original en PAL |
| Episodio 4        | 25 de febrero de 1978 | 23:31    | 10,9                     | Cinta original en PAL |
| Episodio 5        | 4 de marzo de 1978    | 25:00    | 10,3                     | Cinta original en PAL |
| Episodio 6        | 11 de marzo de 1978   | 25:44    | 9,8                      | Cinta original en PAL |
| [ 2 ] [ 3 ] [ 4 ] |                       |          |                          |                       |

El guion está acreditado a David Agnew, un pseudónimo que solía utilizar la BBC para el trabajo hecho "dentro de casa" por miembros contratados del equipo de producción. En esta ocasión, enmascara a los autores Anthony Read, editor de guiones, y Graham Williams, productor de la serie. La historia se escribió como reemplazo de otra historia, The Killers of the Dark (Los asesinos de la oscuridad) de David Weir, que se consideró demasiado cara y compleja de producir. El guion se escribió en sólo dos semanas, con cuatro días para reescrituras. Además, cuando le preguntaron por el guion descartado en una convención, Graham Williams, que se había olvidado del título exacto, se inventó el nombre "Gin Sengh", provocando la leyenda fan de que este era el título original de ese guion. Fue Robert Holmes el que sugirió a Graham Williams que se separara esta historia en dos segmentos, los primeros cuatro basados en los Vardans, y los dos últimos sobre los Sontarans, que entran en la historia al final del cuarto episodio.
Louise Jameson, que ya había anunciado su marcha de la serie, declaró que deseaba que su personaje, Leela, muriera al final del serial, y le decepcionó que en su lugar Leela optara por quedarse atrás en Gallifrey con Andred, a pesar de la sugerencia de una relación romántica entre los dos personajes. Los productores decidieron que matar su personaje sería demasiado traumático para los espectadores más pequeños.
Una huelga industrial que se resolvió antes de la producción forzó que los decorados se construyeran en el St. Anne's Hospital, ya que se le dio preferencia a los especiales de Navidad de la BBC en los estudios habituales. Como consecuencia de la huelga industrial, se le dio a Graham Williams la opción de no producir los últimos seis episodios de la temporada y que el dinero se aplicara en la siguiente temporada. Williams lo rechazó por el problema de inflación de aquel año, y porque no quería que el dinero presupuestado se devaluara todavía más.
El vestuario de los Sontaran era pesado y limitaba el campo de visión de los actores que lo llevaban, de forma tal que se les solía ver tropezándose por el decorado. En un punto, un Sontaran (interpretado por Stuart Fell) está a punto de caer tras fallar un salto corto y aterrizar en una tumbona. Su torpeza se explicó fácilmente diciendo que esos alienígenas provenían de un planeta con una fuerza de gravedad considerablemente mayor.
En los títulos de crédito de los episodios tres, cuatro y seis se escucha el regreso del puente de la sintonía de Doctor Who, que no se había escuchado desde principios de la era de Jon Pertwee.